# Velarifictorus confinius
Velarifictorus confinius är en insektsart som beskrevs av Sigfrid Ingrisch 1998. Velarifictorus confinius ingår i släktet Velarifictorus och familjen syrsor. Inga underarter finns listade i Catalogue of Life.